# Ami Mizuno
Ami Mizuno (水野 亜美 Mizuno Ami), é uma personagem fictícia e uma das personagens principais da série Sailor Moon, é também conhecida como Sailor Mercury, Sailor Mercúrio ou Navegante Mercúrio.
Ami é muito inteligente e estudiosa. Também é uma pessoa prestativa e responsável quando o assunto em questão é importante e diz respeito a suas amigas. Ela é Sailor Mercury, a Guerreira da Água e da Sabedoria.

## História e personalidade
Sua personalidade é bastante consistente ao longo das várias adaptações da série. Originalmente, Ami apenas usa óculos quando lê e os usa mais no live-action do que no anime.
De acordo com Usagi Tsukino no mangá, Ami supostamente tem um Q.I de 300, mas apesar de muito estudiosa, ela aprecia as coisas artísticas especialmente música e piano (e era uma fã de uma banda de  J-pop antes de qualquer outra Sailor). Ela também gosta de nadar e de jogar xadrez. Geralmente Ami é considerada a mais sensível dentre as cinco garotas. Seu nome significa em japonês Mizuno Ami: A beleza que vem da água ou Beleza da água ou Espírito da água ou mesmo Amiga da água.
Ami mora com a mãe, uma médica ocupada, que na maior parte do tempo não está em casa, e que nunca apareceu nos desenhos, mas no mangá é mostrada como uma mulher desagradável. Ami é originalmente obcecada em ser uma estudante perfeita, ainda que seja desconhecido se sua mãe contribui para esse comportamento. O pai dela, um pintor que trocou a família pelo trabalho, apenas é citado através das pinturas (através de cartões postais ou cartas) que ele envia. Ami parece gostar um pouco dele no anime, mas mostra-se magoada no mangá. Ela é uma das poucas personagens da série que teve sua situação familiar explicitamente mencionada.
No início da série ela estuda no Ginásio Azabu Juuban Junior, junto com Usagi e Makoto Kino e nos últimos episódios, no Azabu Juuban High (ambas as escolas existem e estão localizadas no subúrbio Azabu Juuban de Tóquio).
Antes de conhecer Usagi Tsukino, Ami era uma moça solitária, só pensava em estudar e realizar seu sonho de ser médica, como a mãe.  Nó episódio 20, ela demonstra a importância de Usagi em sua vida, dizendo que antes de conhecê-la era uma moça sem amigos e que a partir do momento em que Usagi entrou em sua vida ela passou a ser mais feliz e mais confiante.
Suas habilidades são baseadas em água, ainda que durante algum tempo, poucos deles sejam ofensivos. No entanto, sua inteligência faz dela a responsável pela defesa técnica das Sailors e da série. Ela também tem um minicomputador e um visor, útil, entre outras coisas, para esquadrinhar o perímetro. Refletindo a natureza de seus poderes, o uniforme de Sailor é azul marinho, branco e ciano.
Às vezes comparada a Michiru Kaiou devido a seus poderes baseados em água, Ami é mais racional, intelectualmente. Ami também é considerada mais amigável, mesmo sendo bastante tímida ao longo da série; ela é a princesa governante de mercúrio: Mercury Princess.E também a reencarnação e o próprio deus Hermes/Mercúrio na história.